# المحكمة العليا الجورجية (ولاية أمريكية)

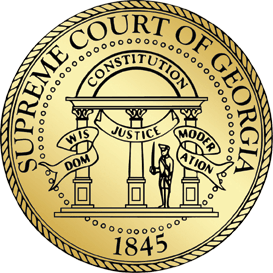
شعار المحكمة العليا الجورجية (ولاية أمريكية)

المحكمة العليا في ولاية جورجيا هي أعلى سلطة قضائية تابعة لدولة جورجيا الأمريكية. أنشئت المحكمة في عام 1845 باعتباره المكونة من ثلاثة أعضاء. منذ عام 1896، القضاة (زيادة في العدد إلى ستة، ثم إلى سبعة في 1945) قد انتخب من قبل الشعب، واليوم تلك الانتخابات وغير حزبية. ثلاثة من سبعة قضاة يجلس الدولة أعيد انتخابه، كل بالتزكية، في عام 2012.

## روابط خارجية
- الموقع الإلكتروني للمحكمة العليا في جورجيا